# کهجینشا
کهجینشا (انگلیسی: Kohjinsha) شرکت سخت‌افزار ژاپنی است، که در سال ۲۰۰۴ تأسیس شد.